# Теория массовой коммуникации Дэниса Маккуэйла
Тео́рия ма́ссовой коммуника́ции Дэ́ниса Маккуэ́йла — нормативная теория, рассматривающая средства массовой коммуникации как социальный институт, феномен общественной жизни.
Разработана британским социологом, теоретиком массовой коммуникации Д. Маккуэйлом (1935—2017), профессором Школы коммуникационных исследований Университета Амстердама и факультета политики Университета Саутгемптона.

## Краткая биография Д. Маккуэйла
Родился в Лондоне в 1935 году. Получил степень бакалавра на историческом факультете Оксфордского университета в 1958 году, а в следующем году — магистра государственного и социального управления. В 1969 году получил степень доктора социальных наук в Университете Лидса, тема диссертации: «Факторы, влияющие на общественный интерес к теленовеллам».
Маккуэйл начал научную карьеру в Великобритании. 1 августа 1977 года он был назначен профессором в Университете Амстердама, где 6 ноября 1978 года выступил с вводной лекцией на тему «Историчность науки о средствах массовой информации: время, место, обстоятельства и последствия массовой коммуникации». После его досрочного выхода на пенсию 1 января 1997 года он был назначен почетным профессором. Он также был приглашенным профессором на факультете политики в Саутгемптонском университете. Маккуйэл — почетный профессор факультета журналистики МГУ им М. В. Ломоносова.
Амстердамская школа коммуникационных исследований (ASCoR) учредила премию Дэниса Маккуэйла в его честь, которая ежегодно присуждается лучшей статье, развивающей теорию коммуникации с 2006 года.
Сферой интересов Д. Маккуйэла были теории массовой коммуникации, социология массовой коммуникации, нормативные теории, особенности взаимодействия СМИ и общества, специфика функционирования СМИ в условиях рыночной экономики.

## Избранные труды Д. Маккуэйла
В начале 1980-х годов Маккуйэл и доктор С. Виндэл опубликовали труд «Модели коммуникации». В книге представлены основные модели коммуникации (модель Лассуэлла, модель Шеннона-Уивера, модель Гербнера), теории СМИ, модели, ориентированные на аудиторию, и системы средств массовой информации в целом.
В следующей книге Маккуэйла «Теория массовых коммуникаций» более подробно обсуждается концепция массовой коммуникации. В частности, речь идет о значении средств массовой информации и о том, как они влияют на человека и общество.
Задачи книги Маккуэйл описывает во введении:

«Обновить и принять во внимание новейшие исследования, расширить их, чтобы показать продолжающееся развитие этой области научного поиска, уточнить и улучшить существующие представления».

Также Маккуэйл в книге описывает собственное видение будущего массовой коммуникации и заявляет, что они будут либо фрагментированными, либо унифицированными. Он также указывает на то, что средства массовой информации должны быть социально ответственными, чтобы быть эффективными.
Развивая теорию массовой коммуникации, Маккуйэл в 1992 году издает следующую публикацию «Функционирование СМИ» (англ. «Media Performance»). Он подробно обсуждает важность информированной общественности. Он заявляет, что чем более осведомлена общественность, тем сложнее СМИ оказывать влияние на общество.

## Основные положения теории массовой коммуникации Маккуэйла
Д. Маккуэйл рассматривает массовую коммуникацию как один из важнейших социальных институтов, который нуждается в глубоком исследовании, в частности, — изучении механизмов функционирования.
С позиции Маккуэйла, средства массовой коммуникации выполняют следующие задачи:
- стимуляция изменений в сфере управления персоналом, производстве товаров и услуг, интенсификация коммуникации в промышленности, разработка правил взаимодействия между социальными институтами;
- осуществление контроля, управления, внедрения инноваций;
- арена для демонстрации событий общественной жизни на национальном и глобальном уровне;
- место для развития культуры, искусства и его символических форм, моды, стиля жизни;
- источник определений и представлений о социальной реальности, выражение ценностей и норм, актуальных для существующего общества.

Стремление Д. Маккуэйла представить общую теорию массовой коммуникации представляется достаточно амбициозной задачей, решить которую ему помогла определенная эксцентричность подхода. Если в 1987 он выпускает «Введение в теорию массовой коммуникации», то в 2005 году название труда трансформировалось в «Теорию массовой коммуникации Маккуэйла». Смысл этой теории заключается в системном обобщении всех остальных.
Маккуйэл в этом труде обращается к наработкам М. Маклюэна, Г. Инниса и других авторов Торонтской школы.
|                    | Медиа как агент авторитарного воздействия | Медиа как объект рынка                | Медиа как агент формирования представлений        |
| ------------------ | ----------------------------------------- | ------------------------------------- | ------------------------------------------------- |
| Цели медиа         | Пропаганда и идеология                    | Коммерциализация, поведение аудитории | Участие и взаимодействие                          |
| Теоретическое поле | Манипуляции, массовое общество            | Коммуникационные рынки                | Социальная фрагментация, нормативные медиа теории |
| Главные объекты    | Классовое доминирование                   | Информационное общество               | Связи между аудиториями медиа                     |

## Комплекс нормативных теорий
Специфика подхода Маккуэйла заключается в разработке комплекса нормативных теорий:
- Авторитарная теория, в которой ключевой задачей коммуникации является передача инструкций, идей и подходов правящей группы;
- Советская теория медиа, где СМИ следуют интересам определенного класса, подвергаются жесткой цензуре, а их цели и задачи совпадают с идеологическими принципами;
- Теория свободной прессы, где главными аспектами являются свобода от цензуры, открытость в распространении информации;
- Теория развития, характерной для медиа стран третьего мира, где СМИ должны поддерживать новые правительства в отсутствие условий, необходимых для нормального развития медиа;
- Теория демократического участия, согласно которой СМИ должны акцентировать своё внимание на потребностях, интересах и ожиданиях активных получателей информации в обществе;
- Теория социальной ответственности, где СМИ помимо публикации информации также должны заботиться о благосостоянии общества[6].

Маккуэйл в своем труде приходит к выводу, что наличие нескольких нормативных теорий и моделей функционирования медиа необходимо, так как не существует единой модели взаимодействия власти и общества.
При этом учёный вырабатывает универсальные законы функционирования медиа, актуальные для всех моделей:
- Во всех системах взаимодействия власти и общества медиа — агенты групп, облечённых политической или экономической властью; медиа могут обладать независимым подходом, но полной независимости они иметь не могут;
- Все системы основаны на представлении о свободе выражения мнений, но везде существуют определенные пределы этой свободы;
- Все системы одобряют доктрину теории социальной ответственности;
- Системы транслируют идеологию и ценности, характерные для общества, в которых они функционируют;
- Практика медиа-активности всегда отличается от теории.

## Классификация теории массовой коммуникации
Маккуэйл выделил четыре главных вида теории, нацеленных на объяснение различных аспектов функционирования массовой коммуникации.
Прежде всего, учёный выделяет социологическую теорию, которая имеет целью изучение природы, способов функционирования массовой коммуникации и её ролей в общественной жизни. Призвана систематизировать и, если это возможно, вырабатывать объективный подход к изучению медиа, часто основывается на других областях знания.
Во-вторых, Маккуэйл указывает на нормативные теории (ответвление социальной философии), которые акцентирует внимание на вопросах функционирования медиа в условиях существования определённых социальных ценностей. Также в сферу этих теорий входит исследование природы социальных ценностей. Эта разновидность теории массовой коммуникации имеет значительную важность, поскольку она не выступает субъектом в конфигурации медиаинститутов и оказывает ощутимое влияние на ожидания от медиа.
В-третьих, это корпус знаний и представлений, который развивается и поддерживается практиками и теоретиками в сфере коммуникации. Он может быть назван прикладной теорией, поскольку предлагает установки для деятельности медиа: как определенные вещи могут реализовываться согласно абстрактным принципам социальной теории, а также как могут быть достигнуты важные результаты. Эта теория является прагматичной в том, что она помогает ответить на следующие вопросы:
- что может понравиться аудитории?
- что будет оказывать влияние на нее?
- что заслуживает того, чтобы стать новостью?
- что является ответственностью журналиста и СМК?

Наконец, в-четвёртых, теория коммуникации — вид знания, который менее всего подходит к тому, чтобы называться теорией. Д. Маккуэйл называет её теорией здравого смысла. Каждый представитель аудитории газеты или телезритель имеет собственные теоретические представления о медиа: что это, почему это хорошо, насколько это пригодно для повседневной жизни, как это должно быть усвоено и как это связано с другими аспектами социальной жизни.